# Ogulnius obscurus
Ogulnius obscurus är en spindelart som beskrevs av Eugen von Keyserling 1886. Ogulnius obscurus ingår i släktet Ogulnius och familjen strålspindlar. Inga underarter finns listade i Catalogue of Life.